# Василий Суриков (фильм)
«Васи́лий Су́риков» — историко-биографический фильм режиссёра Анатолия Рыбакова, снятый на киностудии «Мосфильм» в 1959 году. Фильм рассказывает о двух десятилетиях жизни знаменитого русского живописца Василия Ивановича Сурикова. Факты из его биографии даны в естественной для киноленты литературно-художественной интерпретации.

## Сюжет
В конце 1860-х годов благодаря финансовой поддержке красноярского мецената золотопромышленника П. И. Кузнецова талантливый юноша Василий Суриков едет в Санкт-Петербург и после трёхмесячной подготовки сдаёт экзамены для поступления в Академию художеств.
Несмотря на то, что его первая большая картина «Утро стрелецкой казни» была куплена Третьяковым, каждая следующая работа, из-за высокой требовательности Сурикова к самому себе, отнимает много времени и сил.
Верной помощницей для художника оказалась его жена Лиза, чья безвременная кончина послужила поводом для возвращения в родной Красноярск. Дружеский совет и посильное участие всегда были готовы дать товарищи по объединению передвижных художественных выставок Илья Ефимович Репин и Иван Николаевич Крамской.
Некоторое время Суриков был дружен с Алексеем Лунёвым — многообещающим художником, разменявшим свой талант на мелкие салонные заказы. Яркое творческое начало Лунёва сошло на нет, а жизнь закончилась болезненным безумием.
Мучительные поиски Суриковым натурщиков для картины «Меншиков в Берёзове» дали результаты, он с энтузиазмом работает над масштабным полотном и в дальнейшем берётся за воплощение непростого сюжета из истории русского церковного раскола.

## В ролях
- Евгений Лазарев — Василий Иванович Суриков
- Лариса Кадочникова — Елизавета Августовна Сурикова, жена художника
- Леонид Галлис — Август Шаре, отец Лили
- Геннадий Юдин — Алексей Алексеевич Лунёв
- Георгий Вицин — Илья Ефимович Репин
- Иван Кудрявцев — Иван Николаевич Крамской
- Анатолий Федоринов — Павел Михайлович Третьяков
- Владимир Марута — Невенгловский, учитель математики
- Владимир Белокуров — Пётр Кузнецов, меценат
- Георгий Черноволенко — Николай Васильевич Гребнев
- Николай Сергеев — чернобородый
- Анатолий Кубацкий — Тюлькин
- Николай Горлов — Кузьма, натурщик
- Владимир Пицек — могильщик-заика
- Владимир Кашпур — юродивый
- Яков Ленц — учитель рисования
- Георгий Милляр — ряженый
- Евгений Моргунов — комендант снежного городка
- Борис Терентьев — Иван Иванович Шишкин
- Михаил Погоржельский — император Александр III
- Владимир Кириллин — министр просвещения

## Съёмочная группа
- Автор сценария: Эмиль Брагинский, при участии академика живописи Василия Яковлева
- Режиссёр-постановщик: Анатолий Рыбаков
- Оператор-постановщик: Гавриил Егиазаров
- Композитор: Владимир Юровский
- Художник-постановщик: Виталий Гладников, Алексей Пархоменко